# Méridienne d'Orveau-Bellesauve
La méridienne (ou obélisque astronomique) est un monument commémoratif érigé à Orveau-Bellesauve, en France.

## Généralités

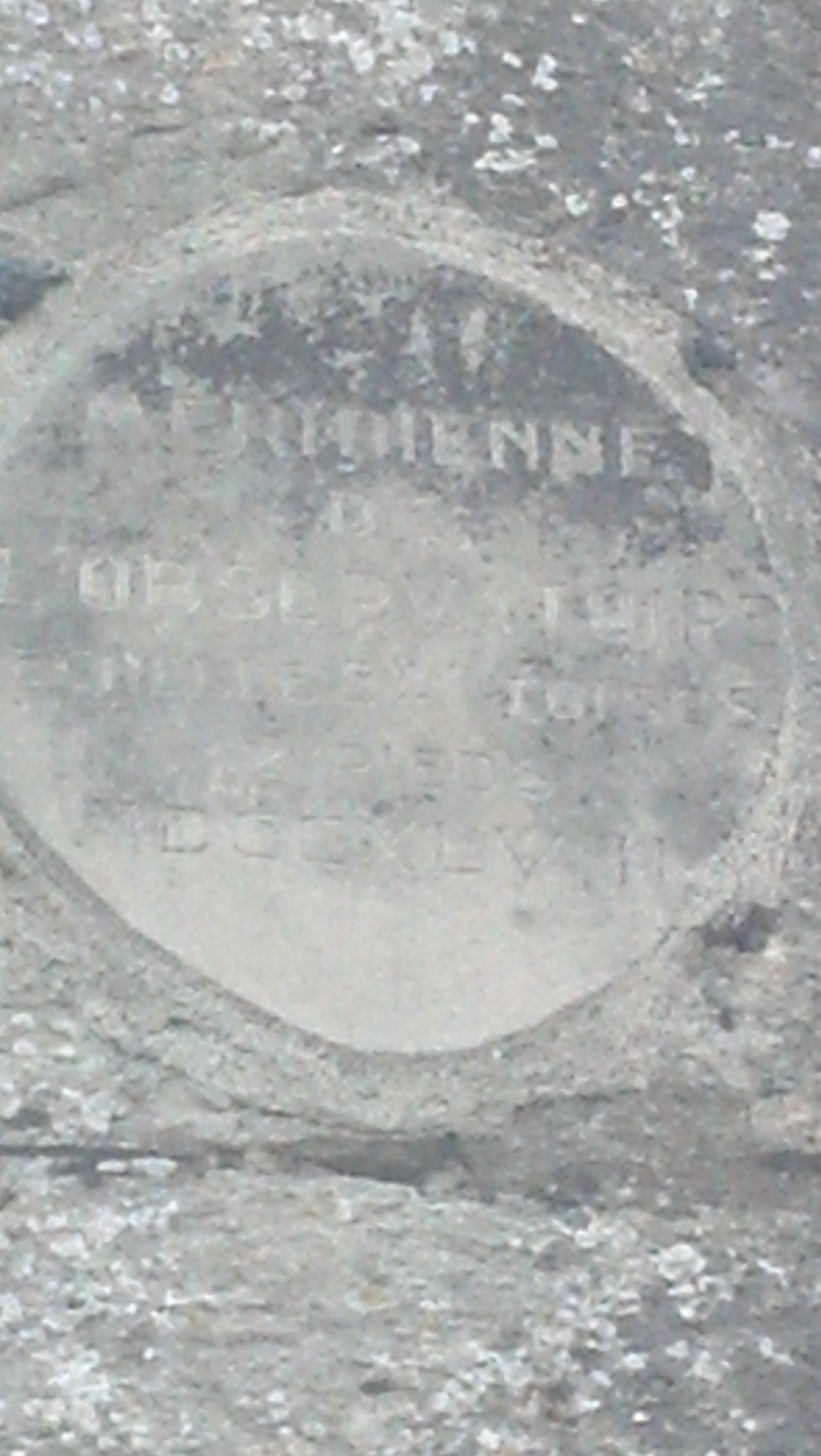
Détail du médaillon.

La méridienne est érigée au nord-est du centre d'Orveau-Bellesauve, dans le département du Loiret (région Centre Val de Loire), sur le bas-côté d'une route le reliant à Gollainville. Elle est située sur le tracé du méridien de Paris.
Il s'agit d'un obélisque en pierre, posé sur un socle parallélépipédique et surmonté d'une petite sphère, elle-même terminée par un fer de pique. L'édifice mesure 7 m de haut. Les faces du monument sont orientées selon les quatre points cardinaux. Sur la face sud, un médaillon porte l'inscription « Méridienne de l'Observatoire – Échelle 541 toise 2 pied MDCCXLVIII ».
La méridienne de Manchecourt, de construction et d'histoire similaire, est distante de celle d'Orveau-Bellesauve de 4,65 km, au sud.

## Historique
Le méridien de Paris est mesuré dans la première moitié du XVIIIe siècle ; dans les années 1740, les astronomes français César-François Cassini et Nicolas Louis de Lacaille améliorent la précision de la mesure, conduisant entre autres à la réalisation de la carte de Cassini, une carte générale du Royaume de France. Cassini décide du balisage du méridien par une centaine d'obélisques commémoratif ; celui d'Orveau-Bellesauve est érigé en 1748 sous le règne du roi Louis XV.
Pendant la Révolution française, La fleur de lys qui surmonte l'obélisque est remplacée par un fer de pique.
L'obélisque est classé monument historique le 16 septembre 1916.
À l'époque contemporaine, il s'agit de l'un des trois obélisques survivant du projet de Cassini, avec la mire du Nord à Paris et la méridienne de Manchecourt, toute proche.